# 張宏 (正德進士)
張宏（1471年—？年），字维裕，直隶真定府真定縣人，明朝政治人物。

## 生平
治《詩經》，行一，由國子生中式弘治十一年（1498年）戊午科順天府鄉試第三名舉人，正德三年（1508年）戊辰科會試第五十七名，第三甲第一百八十四名進士。除理刑进士，四年十月选授云南道試御史，五年三月吏部会都察院考察，调改苏州府推官。历升刑部员外郎，十二年三月升湖广按察司佥事。改任陕西佥事，嘉靖二年（1523年）十二月升副使，升左参政，八年二月奉命出任山东垦田使者，设法召民开垦，贫者官府给钱以买牛种，仍量免科差三年。九年四月升山东按察使，十年五月升都察院右佥都御史、巡抚延绥地方，十一年正月巡按御史张景言张宏偏执，失士卒心，恐致他变，上以宏有负委托，令革职閑住。

## 家族
曾祖张陆。祖父张原。父张泰。母董氏。严侍下。弟全、备。